# Alchemilla vranicensis
Alchemilla vranicensis är en rosväxtart som beskrevs av Pawl.. Alchemilla vranicensis ingår i släktet daggkåpor, och familjen rosväxter. Inga underarter finns listade i Catalogue of Life.